# 命題関数
命題関数（めいだいかんすう、英：Propositional function） とは、数理論理学において、各変数の変域と終集合とがそれぞれ「真な命題」と「偽な命題」のみから成る、集合に等しいような写像である。命題関数は真理関数でもある。

## 定義
命題関数を定義する為に次の 2 つの記号を用いる。
1. 真な命題を表す記号 ： {\displaystyle \curlyvee }
2. 偽な命題を表す記号 ： {\displaystyle \curlywedge }

L0 を {\displaystyle \curlyvee } と {\displaystyle \curlywedge } とだけから成る集合とし、D を固定された空でない 1 つの集合とする。そのとき、n 個の D の直積 {\displaystyle \prod _{i=1}^{n}D} から L0 への写像を n 変数の命題関数という。命題関数をまた述語、性質、条件ともいう。n 変数の命題関数をまた n 項関係ともいう。集合 D を議論領域といい、D の各元を対象という。

## 例
議論領域 D は自然数全体から成る集合に等しいとする。また、集合 L0 において、真理関数 ￢、∨ が定義されているとする。
D から L0 への写像 F を次の等式で定義すれば、F は 1 変数の命題関数となる。
D×D から L0 への写像 G を次の等式で定義すれば、G は 2 変数の命題関数となる。
2 項関係 R(n，m) をしばしば nRm と書く。従って、上の G(n，m) を nGm と書いても良い。
D×D の各元 (n，m) に対して L0 の元 (￢G(n，m))∨G(n，m) を対応させれば、2 変数の 1 つの命題関数が得られる。

## 限定作用素
F(x) を 1 変数の命題関数とするとき、命題 ∀xF(x) と ∃xF(x) とは以下の等式で定義される。
∀x 、∃x をそれぞれ全称作用素、存在作用素といい、それらをまとめて限定作用素という。∀、∃ をそれぞれ全称記号、存在記号という。命題 ∀xF(x) は 「 全ての対象 x に対して F(x) が成り立つ 」 を意味し、命題 ∃xF(x) は 「 F(x) を満たす対象 x が ( 少なくとも 1 つ ) 存在する 」 を意味する。

### 例
議論領域 D は整数全体から成る集合に等しいとする。
1 変数の命題関数 F(n) を次の等式で定義する。
F(1) = {\displaystyle \curlyvee } は正しくないので、F(n) = {\displaystyle \curlyvee } は恒等式でない。よって、∀nF(n) = {\displaystyle \curlywedge } である。また、F(2) = {\displaystyle \curlywedge } は正しくないので、F(n) = {\displaystyle \curlywedge } は恒等式でない。よって、∃nF(n) = {\displaystyle \curlyvee } である。